# پلنتسویل (کنتیکت)
پلنتسویل (به انگلیسی: Plantsville) یک منطقهٔ مسکونی در ایالات متحده آمریکا است که در کنتیکت واقع شده‌است.